# Prognathodes guyotensis
Prognathodes guyotensis är en fiskart som först beskrevs av Yamamoto och Tameka 1982.  Prognathodes guyotensis ingår i släktet Prognathodes och familjen Chaetodontidae. IUCN kategoriserar arten globalt som otillräckligt studerad. Inga underarter finns listade i Catalogue of Life.